# Katherine Aumer
Katherine Vera Aumer (anteriormente Katherine Aumer-Ryan; 1 de agosto de 1981) es una psicóloga social estadounidense. Su investigación actual se centra en las relaciones interpersonales y los problemas de identidad relacionados con la cultura y la raza. Su trabajo también se ha centrado en la psicología del odio. Se desempeña como profesora asociada de psicología en la Universidad Pacífica de Hawái.

## Biografía
Aumer recibió su Licenciatura en Psicología y Teatro en 2003 en la Universidad de Iowa y su Doctorado en la Universidad de Texas en Austin en 2008.
Aumer ha sido publicada en Social Justice Research, Personality and Social Psychology Bulletin, The Proceedings of the American Society for Information Science and Technology, Ethnic and Racial Studies, Sexual and Relationship Therapy, Journal of Relationships Research, Interpersona, y en Proceedings of the Human Factors and Ergonomics Society Annual Meeting.